# 守門人理論
守門人理論（英語：gatekeeping）或称把关人理论是傳播學的理論，起源心理學家库尔特·勒温建構的名詞「守門人」，之後懷特（D.Ｍ.White）承繼研究，延伸出「守門人行為」的觀念，即新聞媒體在從消息來源獲得大量資訊後經編輯篩選、刪減的過程。至於資訊的選擇規範則由「守門人」自身決定。
Berkowitz（1991年）的研究發現電視看門人精心挑選地聲稱製造好新聞節目是他們「本能」的決定，Berkowitz發現所謂的「新聞判斷」或者「新聞價值」影響著守門人。
McCombs和Becke（1979）也發現工作角色可能在守門人裡有影響力，組織的定位和資源也會影響新聞主題的選擇。
馬克思主義認為媒體都被大財團控制，因此守門人的行為也因此受到組織上層影響，雖然一方面替閱眾去蕪存菁選擇新聞，一方面也擔任資本家的打手替他們選擇其希望讓大眾得知的信息。